# Un helvası
Un helvası (dolç de farina) són unes postres tradicionals de la cuina turca, fetes amb farina de blat, sucre, llet, vainilla, mantega o oli de cuinar. De vegades es decoren amb pinyons o nous i generalment se serveixen amb la forma d'una pilota de rugbi. Es menja a tot Turquia, però té un lloc especial en la cuina de Çankırı. Un helvası també té un efecte especial en creences populars de paramedicina, ja que es fa servir per a alleugerir alguns dolors. A més a més, és un dolç que s'ofereix als que venen a donar la condolença a una casa on s'ha mort algú. També es fa un 'helvası' per a la primera nit de la Şeker Bayramı.